# Skabersjöspännet
Skabersjöspännet är ett runristat spänne av brons från 700-talet hittat i Skabersjö, Skabersjö socken och Svedala kommun. Spännet är en del av Nils Nilssons samling på Lunds universitets historiska museum och troligtvis hittades spännet 1857, då det införlivades i samlingen. Enligt Holger Arbman är spännet tillverkat i södra Skandinavien och dess djurornamentik i karvsnitteknik tillhör Vendel stil D och dateras till år 700—750. Inskriften är vikingatida.

## Inskriften
Translitterering av runraden:
§P ... ʀʀʀʀʀʀʀʀʀʀʀʀʀʀʀʀ -aþi tuk fauka fiaʀ sis in a iak as(u) (þ)ui launat ¶ ... auab-k sua fakat... 
§Q ... (ʀ)(ʀ)ʀʀʀʀʀʀʀʀʀʀʀʀʀʀ (r)aþi (t)(u)k fauka fiaʀ sis in a iak asa þui launat ¶ ... auab-k sua fakat...
Normalisering till rundanska:
§P ... ... [ʀ]aþi tok fauka feaʀ sins, æn a iak Asu þwi lønat ... ... ... ... 
§Q ... ... ʀaþi tok ... feaʀ sins, æn a iak, Asa, þwi lønat ... ... ... ...
Översättning till nusvenska:
api tog "fauka" av sitt gods; men jag har lönat Åsa med detta ...
Läsningsvariant Q tillhör Carl Marstrander, variant P kommer från Erik Moltke.